# Тишрин (ГЭС)
Тишрин ГЭС (гидроэлектростанция Тишрин; арабский - سد تشرين) находится на реке Евфрат в Сирии. Мощность — 630 МВт. Построена при участии российских компаний «Технопромэкспорт» и «Силовые машины».
Плотина гидроэлектростанции расположена выше по течению от водохранилища Эль-Ассад на реке Евфрате. Комплекс ГЭС включает шесть силовых турбин. Это вторая по суммарной мощности ГЭС в Сирии после Эт-Табка ГЭС (в городе Эс-Саура), мощность которой составляет 800 МВт.
В Сирии советскими специалистами также построена тепловая электростанция под тем же названием. Мощность ТЭС составляет 400 МВт, она работает на природном газе.